# Chinensis inermis
Chinensis inermis är en insektsart som först beskrevs av Liu, Xiangwei 1997.  Chinensis inermis ingår i släktet Chinensis och familjen vårtbitare. Inga underarter finns listade i Catalogue of Life.